# Сливки (гурт)
«Сливки» («укр. Вершки») — російський жіночий попгурт, відомий на російській естраді у 2000-і роки.

## Історія
Предтечею «Сливок» був петербурзький гурт «Discovery», солісткою якого була Карина Кокс. До первинного складу колективу входили Карина Кокс, Дар'я Єрмолаєва і Ірина Васильєва, але через кілька місяців гурт залишила Ірина, і на її зміну прийшла Тіна Чарльз Огунлейе. Своєю «розкруткою» і зміною імені гурт був зобов'язаний продюсеру Євгену Орлову, продюсував такі російські попгурти як «Отпетые мошенники», «Гости из будущего», «Smash!!».
Восени 2000 року вийшов дебютний кліп гурту на пісню «Иногда».
12 квітня 2001 року вийшов дебютний альбом гурту «Сливки» — «Первая весна». В цей же день в розважальному комплексі «Метелиця» відбулася його презентація. Також в цей день в «РИА-Новости» за участю солісток і продюсера, відбулася пресконференція, присвячена виходу альбому.
В кінці липня 2002 року в Японії вийшов англомовний сингл гурту «Station Radi-O-Love» під псевдонімом «Cream», де на диску, що містить оригінальну версію заголовного синглу і два ремікси на нього, була включена англомовна версія хіта «Летели недели» під назвою «I'm Back Now».
В кінці 2002 року Дарина Єрмолаєва була відсторонена від роботи за станом здоров'я. Деякий час її замінювали солістка Євгенія Морозова, яка встигла по приходу в гурт знятися в кліпі на пісню "Всего И D-Love. Після відходу з «Сливок» вона стала учасницею молодого гурту «Міраж Junior», потім в колективі на зміну Євгенії Морозовій прийшла Алла Мартинюк, яка теж встигла знятися в одному кліпі на ліричну баладу «Буду я любить» . У 2003 році Єрмолаєва повернулася в колектив. В кінці 2004 року дівчина знову покинула групу, і її замінила Регіна Бурд (сценічне ім'я Мішель).
У 2005 році колектив з'явився на обкладинці квітневого номера журналу Playboy.
У 2006 році «Сливки» озвучили головних героїнь в російському варіанті комп'ютерної гри «Bratz — рок-зірочки». У вересні 2007 року колектив випустив альбом «Заморочки».
У 2008 році гурт через вагітність покинула Регіна Бурд, дружина соліста попгурту «Руки Вверх!» Сергія Жукова. Замість неї в групу була прийнята Євгенія Синицька . У серпні того ж року група потрапила в новинні зведення у зв'язку з затриманням її учасниць в аеропорту марокканського міста Касабланка за контрабанду фальшивих грошових знаків. Пізніше з'ясувалося, що імітовані грошові знаки — частина реквізиту «Сливок».
На початку 2011 року Карина Кокс залишила гурт і підписала контракт з лейблом Black Star inc. Разом з Кариною Кокс групу також покинула Євгенія Синицька. У середини 2012 року Вероніка Ваіль покинула колектив і вирішила присвятити себе сім'ї. У 2013 році проєкт був остаточно закритий.

## Склад
| Період    | Склад               | Склад                | Склад                | Склад |
| --------- | ------------------- | -------------------- | -------------------- | ----- |
| 2000-2001 | Карина Кокс         | Дарина Єрмолаєва     | Ірина Васильєва      |       |
| 2001-2002 | Карина Кокс         | Дарина Єрмолаєва     | Тіна Чарльз Огунлейе |       |
| 2002      | Карина Кокс         | Євгенія Морозова     | Тіна Чарльз Огунлейе |       |
| 2002-2003 | Карина Кокс         | Алла Мартинюк        | Тіна Чарльз Огунлейе |       |
| 2003-2004 | Карина Кокс         | Дарина Єрмолаєва     | Тіна Чарльз Огунлейе |       |
| 2004-2006 | Карина Кокс         | Регіна (Мішель) Бурд | Тіна Чарльз Огунлейе |       |
| 2006-2007 | Карина Кокс         | Регіна (Мішель) Бурд |                      |       |
| 2007-2008 | Карина Кокс         | Регіна (Мішель) Бурд | Аліна Смирнова       |       |
| 2008      | Карина Кокс         | Регіна (Мішель) Бурд | Марія Пантелєєва     |       |
| 2008      | Карина Кокс         | Регіна (Мішель) Бурд | Анна Пояркова        |       |
| 2008      | Карина Кокс         | Регіна (Мішель) Бурд | Вікторія Локтєва     |       |
| 2008-2012 | Карина Кокс         | Євгенія Синицька     |                      |       |
| 2012-2013 | Христина Королькова | Вероніка Ваіль       |                      |       |
| 2013      | Христина Королькова | Поліна Махно         |                      |       |

## Дискографія
- 2001 - «Первая весна»
- 2002 - «Настроение…» [13]
- 2002 - «Station Radi-O-Love (Japan Single)»
- 2003 - «Легко! ? »
- 2005 - «Выше облаков» [14]
- 2007 - «Заморочки»

## Відеокліпи
| Рік  | Кліп                                              | Режисер                            |
| ---- | ------------------------------------------------- | ---------------------------------- |
| 2000 | Иногда                                            | Олег Степченко                     |
| 2001 | Ты попал                                          | Олександр Ігудін                   |
| 2001 | Куда уходит детство                               | Олександр Ігудін                   |
| 2001 | Летели недели                                     | Олександр Ігудін                   |
| 2002 | Я — другая                                        | Олександр Ігудін                   |
| 2002 | Всего и делов                                     | Олег Гусєв                         |
| 2003 | Буду я любить                                     | Андрій Сергєєв                     |
| 2003 | Моя звезда (спільно з гуртом «Отпетые мошенники») | Олександр Ігудін                   |
| 2004 | Самая лучшая (спільно з Анжелікою Варум )         | Олег Гусєв                         |
| 2005 | Выше облаков                                      | Володимир Якименко                 |
| 2007 | Заморочки (спільно з Домініком Джокером)          | Костянтин Черепков Олексій Голубєв |
| 2008 | Клубная зона (спільно з Домініком Джокером)       | Олексій Голубєв                    |